# 旭烈兀
旭烈兀（名字意为“战士”，1218年—1265年2月8日）。蒙古人，伊儿汗国的建立者，西南亚的征服者。成吉思汗之孫、拖雷之子、蒙哥及忽必烈之弟、阿里不哥之兄。旭烈兀的军队大大拓展了蒙古帝国的西南疆界。在他的领导下，蒙古人摧毁了伊斯蘭文化的两大中心：巴格达和大马士革，使伊斯蘭教世界的中心转移到了埃及开罗的马木留克王朝。

## 生平

### 背景
旭烈兀是拖雷的第六子，与蒙哥、忽必烈、阿里不哥是同母兄弟。旭烈兀信奉佛教，而他的母亲唆鲁禾帖尼和妻子脱古思可敦都是景教（基督教聶斯脫里派）信徒。

### 军事征服
1235年他参与拔都西征。1241年，他攻入匈牙利王国，和速不台分兵五路，在漷宁河（蒂薩河）击败匈牙利军。
1251年，旭烈兀的兄长蒙哥被拥立为蒙古大汗，他奉命监视窝阔台后王失烈门等人。1252年，他命令旭烈兀率领庞大的蒙古军队征讨西南亚的回教国家。蒙哥汗在旭烈兀出征前嘱托他：“从阿姆河两岸到埃及尽头的土地都要遵循成吉思汗的习惯和法令。对于顺从你命令的人要赐予恩惠，对于顽抗的人要让他们遭受屈辱。”后来的事实表明，旭烈兀重点执行了这句指示的最后部分。依据蒙哥汗的命令，旭烈兀集结了五分之一的帝国军队。同年，旭烈兀的先锋怯的不花带领先头部队出发西征。次年（即1253年），旭烈兀率领主力部队渡过阿姆河。他的军队经历的主要战斗包括：对伊朗南部卢尔人的征服；消灭阿萨辛派（1256年）；灭亡巴格达的阿拔斯王朝；摧毁叙利亚的阿尤布王朝（1258年）；以及最后对自埃及起兵伯海里系的马木留克王朝作战。

#### 册封为伊儿汗
1256年，蒙哥大汗册封旭烈兀为伊儿汗。旭烈兀所建立的国家正式成为伊儿汗国（1256年-1357年）。

#### 巴格达之战

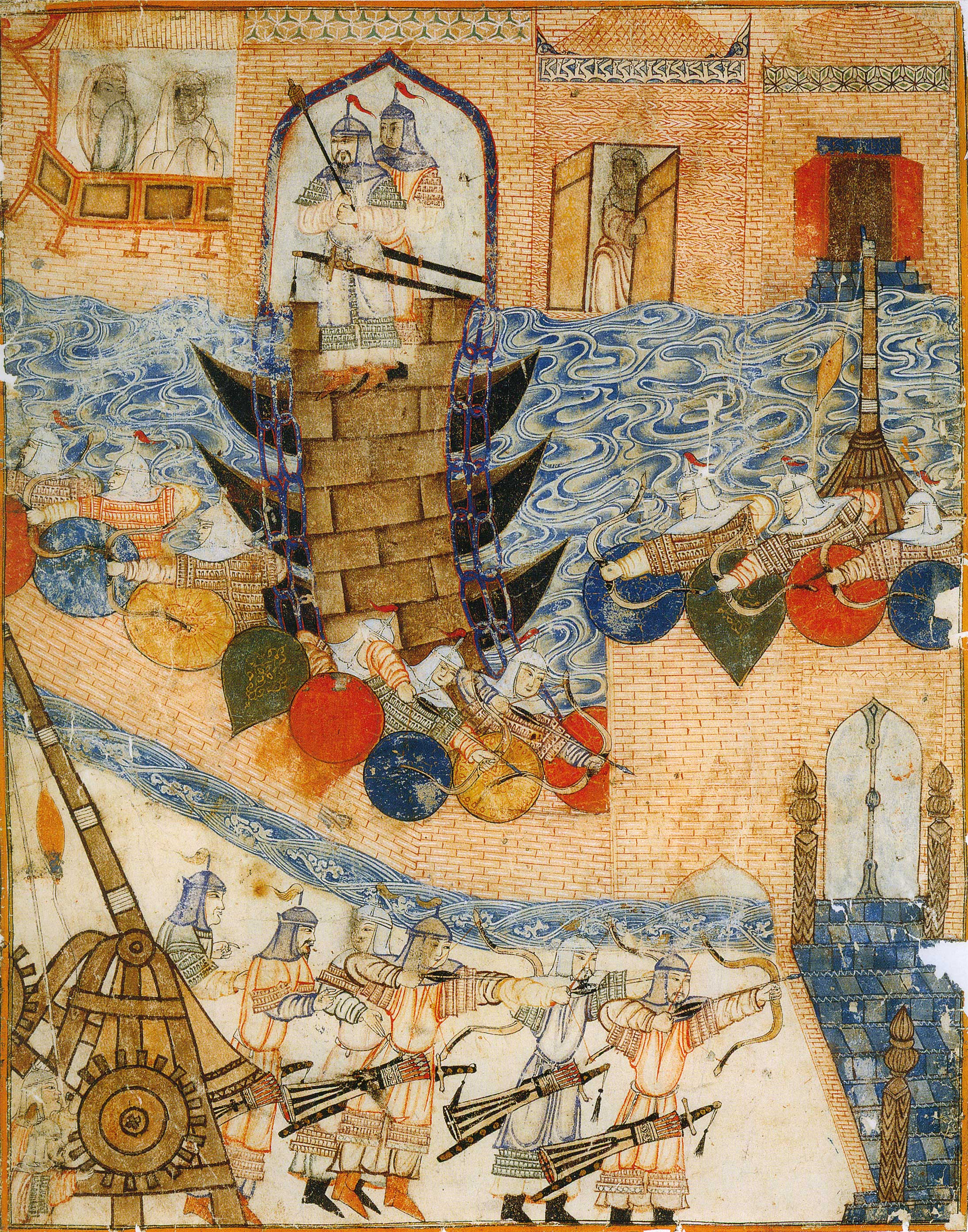
旭烈兀的军队进攻巴格达

1257年，旭烈兀和他麾下大将郭侃率领的军队抵达巴格达。旭烈兀向巴格达的哈里发穆斯台绥木劝降，阿拉伯人警告蒙古人，如果蒙古人膽敢攻击哈里發，就會受到真主降下的天譴，嚴拒投降，蒙古军队开始攻城。1258年2月10日，巴格达开城投降。蒙古军队展开了长达一个星期的屠城，数十万居民在屠杀中丧生，哈里发穆斯台绥木被纵马踏死，回教名城巴格达遭受浩劫。这次屠城被认为是回教史中最具破坏性的事件之一。

#### 征服叙利亚
1259年到1260年，旭烈兀的军队（此时除了蒙古军队之外，已经收编了一批当地的十字军国家军队）进攻阿尤布王朝控制的叙利亚。1260年1月24日，攻陷阿勒颇。3月1日，怯的不花领军攻陷大马士革。这场战争终结了阿尤布王朝的影響力，随着巴格达和大马士革的先后陷落，回教世界的文明中心移往开罗。

#### 阿音札鲁特战役
旭烈兀原先计划接下来将挥师经巴勒斯坦直扑开罗，进攻马木留克王朝。但就在此时，一个突发事件改变了阿拉伯世界的命运。旭烈兀获悉蒙哥汗已于1259年年底在征戰南宋時战死，诸兄弟陷入了汗位的争夺，决定率主力东归，只留下怯的不花率领不足万人的骑兵部队留守叙利亚。1260年9月3日，怯的不花的蒙古军与拜巴尔一世的埃及马木留克军在阿音札魯特交战，这场战役最终以埃及军队全胜而告终，这也宣告了蒙古帝国向西方扩张的终结。

#### 后期战争
1262年，旭烈兀在得知忽必烈继位为大汗之后返回了波斯，但此时他已经无暇向马木留克復仇了。旭烈兀的军队在巴格达的暴行，激起了金帐汗国可汗别儿哥的仇视，别儿哥是旭烈兀的堂哥，也是回教徒。金帐汗国因而与马木留克王朝结成了同盟，為了制衡他們，伊兒汗國與東羅馬帝國透過通婚結成同盟，反对回教。同年11月到12月，别儿哥与旭烈兀在高加索地区开战，互有胜负。从这以后，旭烈兀再也无法将所有力量集中在埃及方向了。

### 统治时期
1256年，旭烈兀接受了册封，成为「伊儿汗」。他所建立的国家正式成为伊儿汗国。晚年的旭烈兀致力于巩固在波斯的统治，他通过武力胁迫或联姻的手段，清除了波斯境内的割据势力，使波斯成为伊儿汗国统治的核心地区。伊儿汗国东起阿姆河，西至地中海，北至高加索山，南至印度洋。他将儿子阿八哈等人任命为长官分管各地，其统治中心在大不里士，在阿剌塔黑设计夏宫，在库亦城祭祀，在蔑剌合（今伊朗东阿塞拜疆省马拉盖）建立天文台。

#### 宗教政策
旭烈兀的母亲与妻子信奉景教（基督教聶斯脫里派），旭烈兀受到她们的影响，在国内施行亲基督、反回教的宗教政策。此外，由于伊斯兰教的作用，原本当时波斯地区佛教已基本上消失，但在旭烈兀統治時代，由于他本人信奉佛教，崇拜弥勒佛，当地出現了大量吐蕃與畏兀兒的喇嘛，佛教活動再次出現。

#### 与元朝的联系
由于旭烈兀与忽必烈的血缘关系，伊儿汗国与元朝的联系远比蒙古四大汗国的其他两国要紧密。在忽必烈和阿里不哥的争斗中，他较早站在忽必烈一边。丝绸之路通畅，中国的四大发明加快了西传的速度，而回回炮、阿拉伯数字、阿拉伯历法等也传入中国。旭烈兀对中国历史发展的影响不容忽视。

#### 与欧洲的联系
从1262年开始，旭烈兀数次派遣使者携带书信前往欧洲，试图与基督教国家建立军事同盟。在旭烈兀写给法国国王路易九世的信中，他表示愿意攻下耶路撒冷作为赠送给教皇的礼物，作为回报，他希望法国能够派出一支舰队来攻击埃及。可是由于各种原因，旭烈兀和他的继任者们最终没能与歐洲國家建立任何形式的联盟。

### 逝世
1265年2月8日，旭烈兀在马拉盖逝世。他被安葬在尔米亚湖中的沙希岛上。他的葬礼是所有伊儿汗中唯一活人殉葬的。之后不久，他的妻子也相继去世。基督宗教东方各派系都因此感到损失，以深情的话语来悼念旭烈兀伉儷：“基督教的两颗巨星”、“又一位君士坦丁，又一位海伦”。

## 家庭

### 父母
- 拖雷，1227年—1229年帝位空缺时担任大蒙古国监国，1232年去世。1251年元宪宗蒙哥登基后追尊拖雷为皇帝，为拖雷上庙号睿宗，谥号英武皇帝，1266年元世祖忽必烈改谥为景襄皇帝，1310年元武宗海山加谥为仁圣景襄皇帝。
- 唆鲁禾帖尼，是蒙哥，忽必烈，旭烈兀，阿里不哥四人的生母，1251年元宪宗蒙哥登基后尊为皇太后，1252年去世。1266年元世祖上谥号庄圣皇后，1310年元武宗海山加谥为显懿庄圣皇后。她的四个儿子皆曾称帝，被后世史学家尊称为“四帝之母”。

### 兄弟姐妹
- 大哥：蒙哥，唆鲁禾帖尼所生，元宪宗，1251年—1259年为第四位大蒙古国皇帝（蒙古帝国大汗）。1266年元世祖忽必烈为蒙哥上庙号宪宗，谥号桓肃皇帝。
- 二哥：忽睹都
- 三哥失其名。
- 四哥：忽必烈，唆鲁禾帖尼所生，元世祖，1260年—1294年为第五位大蒙古国皇帝（蒙古帝国大汗），元朝的实际开创者，1271年将国号“大蒙古国”改为“大元”。
- 五哥失其名。
- 七弟：阿里不哥，唆鲁禾帖尼所生，1260年—1264年和忽必烈争位，1264年归降忽必烈
- 八弟：拨绰（不者克）
- 九弟：末哥
- 十弟：岁哥都
- 十一弟：雪别台
- 赵国公主 薛不罕下嫁聂古得、察忽
- 鲁国公主 也速不花下嫁斡陈
- 鲁国公主 薛只干下嫁纳陈（斡陈的弟弟）

### 妻妾
- 正妻脱古思可敦
- 亦孙真哈敦
- 忽推哈敦
- 完者哈敦

### 子女
- 长子：阿八哈，亦孙真哈敦所生，1265年—1282年为伊儿汗国第二任君主
- 次子：出木哈儿
- 三子：尤舒穆特，曾孙速来蛮
- 四子：帖赫申
- 五子：客儿来哥，子拜都，拜都孙木撒
- 六子：秃布申
- 七子：贴古迭儿，忽推哈敦所生，1282年—1284年为伊儿汗国第三任君主
- 八子：阿寨
- 九子：空库斡台
- 十子：伊苏捷尔
- 十一子：蒙哥帖木儿，玄孙麻合马
- 十二子：忽拉珠
- 十三子：布勤
- 十四子：托海帖木儿

| 前任： 無，新國家成立 | 蒙古伊兒汗國君主 | 繼任： 阿八哈 |

## 延伸阅读
[在维基数据编辑]
 《新元史/卷108》，出自柯劭忞《新元史》
 在维基共享资源阅览影像

## 腳注
1. ↑  柯劭忞. . 中華民國 （中文）. 至元元年，世祖遣使者冊封旭烈兀為伊而汗，自阿母河至西里亞，益兵三萬戍之。